# 第10回NHK紅白歌合戦
『第10回NHK紅白歌合戦』（だいじっかいエヌエイチケイこうはくうたがっせん）は、1959年（昭和34年）12月31日に東京宝塚劇場で行われた、通算10回目のNHK紅白歌合戦。21時05分から23時35分までNHKで生放送された。

## 出演者

### 司会者
- 紅組司会：中村メイコ - 女優
- 白組司会：高橋圭三 - NHKアナウンサー
- 総合司会：石井鐘三郎 - NHKアナウンサー

### 出場歌手
紅組、      白組、      初出場、      返り咲き。
| 曲順 | 組 | 歌手名                   | 回 | 曲目                     |
| ---- | -- | ------------------------ | -- | ------------------------ |
| 1    | 紅 | 荒井恵子                 | 5  | 白菊の歌                 |
| 2    | 白 | 曾根史郎                 | 4  | 僕の東京地図             |
| 3    | 紅 | 雪村いづみ               | 4  | スワニー                 |
| 4    | 白 | 旗照夫                   | 4  | マック・ザ・ナイフ       |
| 5    | 紅 | 藤本二三代               | 2  | 好きな人                 |
| 6    | 白 | 若山彰                   | 3  | 惜春鳥                   |
| 7    | 紅 | 朝丘雪路                 | 2  | シング・シング・シング   |
| 8    | 白 | 武井義明                 | 初 | 国境の南                 |
| 9    | 紅 | 織井茂子                 | 4  | モヨロ哀歌               |
| 10   | 白 | 若原一郎                 | 4  | アイヨ何だい三郎君       |
| 11   | 紅 | 松島詩子                 | 9  | スペインの恋唄           |
| 12   | 白 | 伊藤久男                 | 8  | サロマ湖の歌             |
| 13   | 紅 | ザ・ピーナッツ           | 初 | 情熱の花                 |
| 14   | 白 | 和田弘とマヒナ・スターズ | 初 | 夜霧のエアー・ターミナル |
| 15   | 紅 | 松山恵子                 | 3  | 思い出なんて消えっちゃえ |
| 16   | 白 | 青木光一                 | 2  | 出港前夜                 |
| 17   | 紅 | 島崎雪子                 | 初 | バンビーノ               |
| 18   | 白 | 山田真二                 | 初 | 娘が口笛吹く時は         |
| 19   | 紅 | 二葉あき子               | 10 | 夜汽車の女               |
| 20   | 白 | 林伊佐緒                 | 9  | 恋の幌馬車               |
| 21   | 紅 | 水谷良重                 | 2  | キサス・キサス・キサス   |
| 22   | 白 | 水原弘                   | 初 | 黒い花びら               |
| 23   | 紅 | ペギー葉山               | 6  | 南国土佐を後にして       |
| 24   | 白 | フランク永井             | 3  | 俺は淋しいんだ           |
| 25   | 紅 | 島倉千代子               | 3  | おもいで日記             |
| 26   | 白 | 三橋美智也               | 4  | 古城                     |
| 27   | 白 | フランキー堺             | 2  | もぐら祭り               |
| 28   | 紅 | 江利チエミ               | 7  | 八木節                   |
| 29   | 白 | 芦野宏                   | 5  | チャオチャオ・バンビーナ |
| 30   | 紅 | 中原美紗緒               | 4  | ある恋の物語             |
| 31   | 白 | 神戸一郎                 | 2  | 青春遊覧飛行             |
| 32   | 紅 | 大津美子                 | 4  | 空へ帰る人               |
| 33   | 白 | 笈田敏夫                 | 7  | プリテンド               |
| 34   | 紅 | 藤沢嵐子                 | 3  | ベサメ・ムーチョ         |
| 35   | 白 | 三浦洸一                 | 4  | 踊子                     |
| 36   | 紅 | 奈良光枝                 | 8  | 山鳩の啼く駅             |
| 37   | 白 | 灰田勝彦                 | 6  | 僕は野球の選手           |
| 38   | 紅 | 淡谷のり子               | 6  | 雨のブルース             |
| 39   | 白 | ダークダックス           | 2  | 雪山讃歌                 |
| 40   | 紅 | 宝とも子                 | 3  | シエリト・リンド         |
| 40   | 紅 | 有明ユリ                 | 初 | シエリト・リンド         |
| 40   | 紅 | 藤崎世津子               | 初 | シエリト・リンド         |
| 41   | 白 | 藤島桓夫                 | 4  | 村の駐在所               |
| 42   | 紅 | コロムビア・ローズ       | 4  | ロマンス・ガイド         |
| 43   | 白 | 高英男                   | 5  | ギターとタンブリン       |
| 44   | 紅 | 石井好子                 | 2  | 小さな花                 |
| 45   | 白 | 森繁久彌                 | 初 | カチューシャ             |
| 46   | 紅 | 越路吹雪                 | 5  | パリ・カナイユ           |
| 47   | 白 | 三波春夫                 | 2  | 沓掛時次郎               |
| 48   | 紅 | 楠トシエ                 | 3  | 石松金毘羅道中           |
| 49   | 白 | 春日八郎                 | 5  | 東京の蟻                 |
| 50   | 紅 | 美空ひばり               | 4  | 御存じ弁天小僧           |

#### 選考を巡って
- 前回の出場歌手の中より不選出となった歌手は以下。
  - 紅組:神楽坂浮子・沢たまき・築地容子・東郷たまみ・宮城まり子・渡辺はま子
  - 白組:岡本敦郎・霧島昇・小坂一也・ジェームズ繁田・高田浩吉・津村謙・三船浩
- 二葉あき子が皆勤で初の出場10回を達成した。
- グループ歌手は、ダークダックス（2年連続）に加えて紅組からザ・ピーナッツ、白組から和田弘とマヒナ・スターズがそれぞれ初出場。当時の紅白ではグループはグループ同士で対戦するようになっており、女性歌手ではほかにスリー・キャッツがいたがその歌詞が問題視されて落選。結果、宝とも子、有明ユリ、藤崎世津子の3人でトリオ扱いにして出場させた[2]。

### 演奏
- 東京放送管弦楽団（指揮:藤山一郎、前田磯）
- オーケストラボックス：NHKオール・スターズ（指揮：奥田宗宏）

### 審査員
- 吉川義雄（NHK芸能局長）
- 木下惠介（映画監督）
- 大宅壮一（評論家）
- 杉浦幸雄（漫画家）
- 若羽黒朋明（大相撲・大関）
- 長谷川春子（洋画家）
- 大濱英子（大濱信泉早稲田大学総長夫人）
- 榊淑子（料理研究家）
- 谷桃子（バレリーナ）
- ほか視聴者代表2名

### その他ゲスト
- 清川虹子
- 一龍齋貞鳳、江戸家猫八、三遊亭小金馬（『お笑い三人組』出演者）
- 杉葉子
- 中村八大（作曲家。水原弘のピアノ伴奏）
- 市村俊幸
- 児島明子（1959年度ミス・ユニバース世界大会優勝者）
- ヨネヤマ・ママコ
- ドラマ『事件記者』出演者

## 当日のステージ・エピソード
- 三橋美智也と三浦洸一のステージでは、オリジナルでは女性コーラスがつくが、男女対抗のコンセプトに触れないために少年ソプラノに差し替えられた。
- 美空ひばりが史上初の3年連続トリ担当となった。
- ザ・ピーナッツが紅白初の兄弟・姉妹同時出場となった。
- 7対4で紅組が優勝した（通算6勝4敗）。
- エンディングでの「蛍の光」は2番も歌われている。
- テレビとラジオで同時中継されたが、ラジオ中継の録音のみ現存しており、テレビ映像は現存しない。これは放送局用の2インチVTRが当時世に出たばかりで機器・テープ共々非常に高価で大型であり、資料として録画・保存するどころではなかったためである。
- 今回使用したマイクロホンは、司会者・歌手用共にRCA-77DX（つや消し塗装のTV Grayタイプ）。

## その後
2009年4月29日放送のNHK-FM『今日は一日“戦後歌謡”三昧』の中で全編が再放送された。ただし、音声はモノラルで、ゲストのヨネヤマ・ママコのパントマイムの部分は、音声だけでは何をやっているか判明しないためカットされた。